# همینگفورد (نبراسکا)
همینگفورد(به انگلیسی: Hemingford) شهری در ایالت نبراسکا کشور ایالات متحده آمریکا است که جمعیت آن در سرشماری سال ۲۰۱۰ میلادی، ۸۰۳ نفر بوده‌است.